# Acutigebia danai
Acutigebia danai is een tienpotigensoort uit de familie van de Upogebiidae. De wetenschappelijke naam van de soort is voor het eerst geldig gepubliceerd in 1876 door Miers.